# Centro sociale autogestito

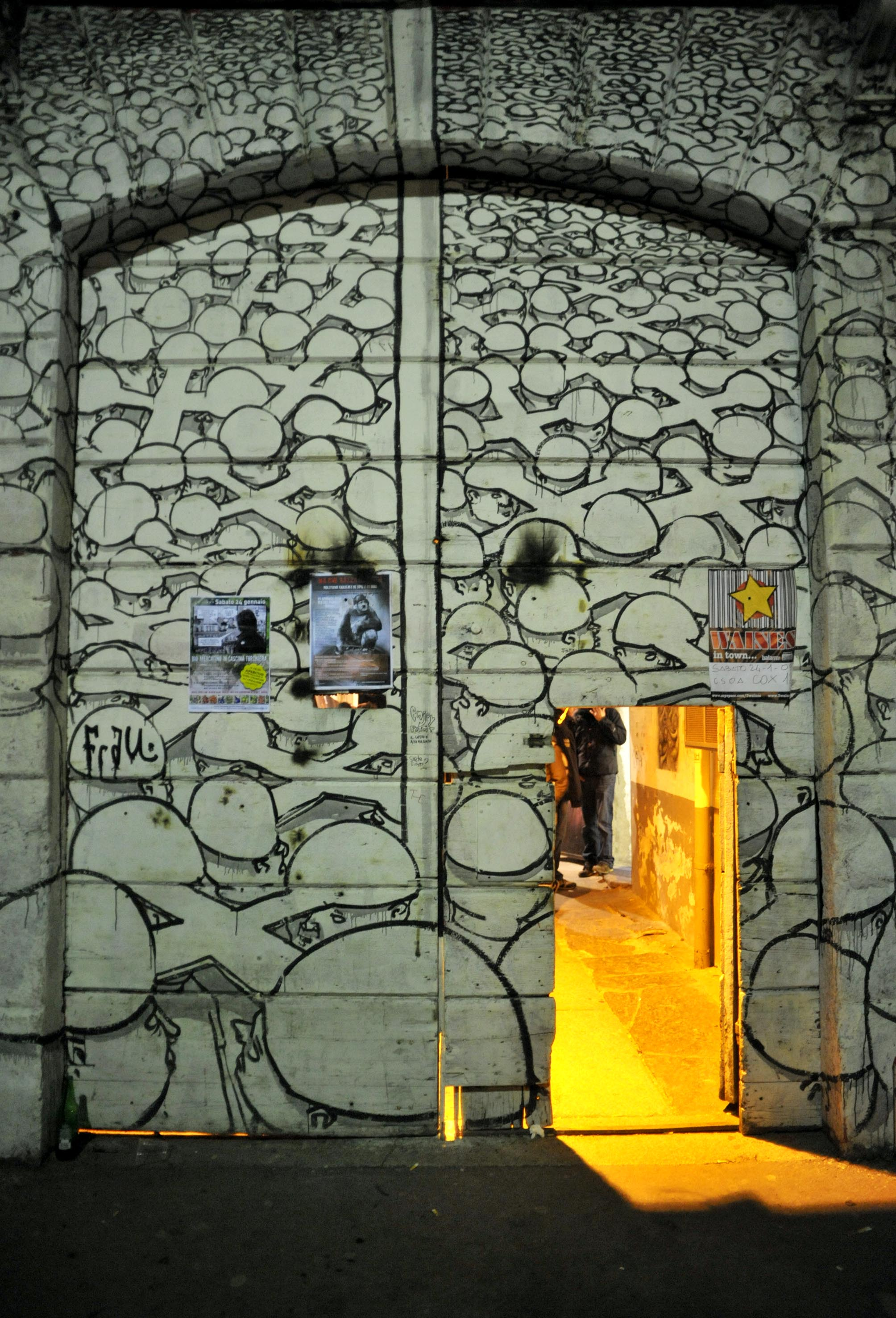
Il portone del Cox18, centro sociale occupato e autogestito a Milano

Un centro sociale autogestito è uno spazio di aggregazione in cui, fra le altre attività, si propongono iniziative di carattere politico, sociale e culturale, che in Italia hanno assunto particolare rilevanza nei campi della musica e, a partire dagli anni Settanta, del teatro.

## Caratteristiche
Un centro sociale autogestito, a cui ci si riferisce anche con l'acronimo CSA (a volte CSOA, dove la O sta per "occupato") o semplicemente con il termine centro sociale, è una particolare tipologia di struttura autogestita e legata ad un network controculturale, spesso nata dopo l'occupazione di uno spazio pubblico o privato. Il centro sociale è tendenzialmente caratterizzato da proposte di natura sociale e politica nell'ambito del territorio locale. I servizi offerti da un centro sociale sono spesso determinati dalle necessità del quartiere e dalle possibilità e capacità offerte da chi vi partecipa. Ben Franks e Ruth Kinna hanno scritto che "lo sviluppo dei Centri Sociali, che sono un perno per la cultura e per le attività culturali tanto quanto le più comuni sedi per l'organizzazione politica convenzionale, ebbero un ruolo stabile (e crescente) nella scena della politica radicale britannica, spesso guidata dagli architetti". Secondo Tatiana Bazzichelli "negli anni '80 i Centri Sociali nascono per proporre un modo nuovo di "fare cultura" (...) e nello stesso tempo nascono come spazi di networking" e "si sviluppano progressivamente in tutta Italia, come interfaccia di un movimento politico "antagonista" che avrà il massimo sviluppo tra gli '80 ed i '90 soprattutto nelle città più grandi".
Al contrario dei centri sociali facenti capo a organizzazioni, enti o partiti, i centri sociali autogestiti si caratterizzano per una gestione informale degli spazi e delle risorse, senza una precisa divisione tra "utenti" e "organizzatori". Spesso le decisioni ufficiali vengono prese da un'assemblea o da un collettivo, a cui tutti coloro che frequentano il luogo possono prendere parte, attraverso dinamiche vicine al metodo del consenso più che delle votazioni a maggioranza. Il centro sociale autogestito, in genere, riceve un nome tramite un'esplicita procedura di "inaugurazione" (spesso una festa o un primo evento analogo, quale un concerto) o tramite eventuali comunicati dell'assemblea o del collettivo di gestione, oppure semplicemente per via dell'uso comune di coloro che lo frequentano.
Tali centri nascono in origine prevalentemente da movimenti di sinistra radicale o antagonista, organizzando le strutture stesse su tali principi e ideali. Esistono inoltre centri sociali di colore politico opposto, facenti capo agli stessi principi dell'autogestione, ma orientati verso proposte politiche differenti.

### Centri sociali e musica
La musica è un importante motivo di attrazione e diffusione culturale per i centri sociali, i quali spesso si prodigano nel promuovere autorganizzazione anche nell'approccio ai generi musicali. In una prima fase, i generi musicali prevalenti negli ambienti dei centri sociali (e attraverso questi si diffondono e crescono) sono il rap e il raggamuffin in italiano. Molti artisti muovono i primi passi proprio dai centri sociali, mettendone in musica le idee portanti e le realtà sociali presenti all'interno e all'esterno di questi circuiti. Appartengono a questa categoria l'esplosione artistica delle Posse, avvenuta negli anni novanta, il cui motore centrale furono l'Isola nel Kantiere di Bologna, il CSOA Officina 99 di Napoli, il Centro Sociale Occupato e Autogestito Leonkavallo di Milano, il Forte Prenestino a Roma e il CSOA Askatasuna di Torino, i più attivi nel settore. Questa sperimentazione creativa dette luogo successivamente ad alcuni criticati embrioni di un nuovo tipo di centro sociale "aperto" alle influenze esterne, ma con scarsa attenzione alla militanza politica, privilegiando di fatto l'aspetto sociale.
Ad oggi non esiste più una musica specifica dei centri sociali: il reggae, il raggamuffin e l'hip hop a fine anni ottanta hanno affiancato il punk, tra i generi preferiti dato il suo forte contenuto sociale, anche se in realtà tali spazi autogestiti trovano ispirazione in tutti i campi musicali, in special modo in generi di sperimentazione o di scarso appeal commerciale. Grande diffusione negli anni ottanta l'ha avuta l'hardcore punk, sfornando importanti band e restando tutt'oggi uno dei generi più diffusi all'interno degli spazi con le sue varianti (crust punk, grindcore, skate punk, ska punk, punk rock ecc.). Inoltre, nei centri sociali si tengono concerti Oi!, genere musicale tipico degli skinhead, che spesso occupano e gestiscono centri sociali specifici; ma anche altri generi come la tekno, l'elettronica, la drum'n'bass o il metal.

## Storia dei centri sociali

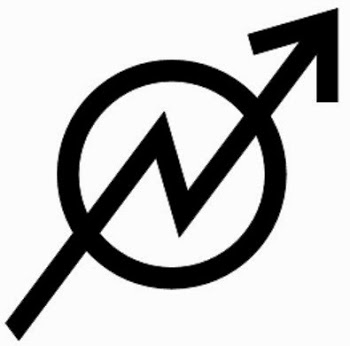
Simbolo usato da occupazioni autogestite

### Italia
Alla base dell'esigenza della creazioni dei centri sociali autogestiti vi sono principalmente l'isolamento giovanile, la carenza di spazi aggregativi e il problema del tempo libero svuotato di senso.
In questo senso l'autogestione, e quando necessario l'occupazione, divengono due condizioni essenziali per potersi liberare delle logiche restrittive della società e della politica fatta per mezzo dei partiti. Per contrastare l'alienazione della vita metropolitana, soprattutto quella delle periferie delle grandi città, confrontarsi e ritrovarsi, per promuovere informazione alternativa e controcultura, nascono nella seconda metà degli anni settanta (e non senza l'influenza delle comunità hippy di quel periodo) i primi CSOA nel nord Italia, ma anche a Roma con la nascita del CSOA Forte Prenestino. 
Dal Sessantotto le occupazioni si sono susseguite in varie città d'Italia (stabili abbandonati, ex fabbriche, ville, appartamenti, case sfitte, ecc.) seguendo la logica della riappropriazione di spazi pubblici per destinarli alla collettività, senza scopo di lucro, senza fini commerciali, senza legami diretti con i partiti politici. In questi spazi si sono susseguiti dibattiti sulla condizione giovanile, Happening, sperimentazioni, concerti, assemblee, fino a diventare luoghi di abitazione. 
Le prime occupazioni furono portate avanti da Movimento Studentesco, Lotta Continua, Potere Operaio ed Avanguardia operaia, movimenti dell'estrema sinistra extraparlamentare a componente fortemente giovanile (sia studentesca che operaia) che nel 1968, sull'onda della cosiddetta  Grande rivoluzione culturale di Mao Zedong, avevano intenzione di rompere una volta per tutte con la sinistra "borghese" e parlamentare del PCI. Le prime occupazioni portate avanti dai sessantottini erano però per lo più iniziative per riappropriarsi di spazi contro il carovita, il degrado e la speculazione edilizia ed avevano scopo principalmente abitativo.
A metà degli anni settanta però la crescente militarizzazione dello scontro sociale travolse molte di queste giovani formazioni e mentre da una parte alcuni movimenti decisero di moderarsi (vedi l'esperienza di Lotta Continua come partito alleato del PCI alle elezioni, quella del Movimento Lavoratori per il Socialismo nato dal Movimento Studentesco o in seguito quella di Democrazia Proletaria) altri come Autonomia Operaia (nata da Potere Operaio) e come le realtà anarchiche continuarono sulla strada della politica extraparlamentare. Dalla metà degli anni settanta fino ai primi anni ottanta con gli autonomi e con gli anarchici fiorirono centri sociali in tutt'Italia. Dagli anni ottanta, in molte città italiane, diverse occupazioni si intersecano con il movimento punk (come accade ad esempio con lo spazio del Virus di Milano all'interno della precedente occupazione di Via Correggio), altre di nuove ne nascono, in accordo oppure no con alcune componenti politiche, soprattutto di area anarchica o vicine a quel che resta dell'area di Autonomia Operaia. Alla fine degli ottanta/inizio degli anni novanta nasce un coordinamento che riunisce la maggior parte degli spazi occupati d'Italia - di varie tendenze - che porta anche ad una serie di incontri nazionali (a Villa Sansoni a Livorno, al Macchia Nera a Pisa, all'Isola nel Kantiere di Bologna), il cui tema principale è quello della comunicazione: da tali esperienze nascono un paio di bollettini nazionali a turno coordinati da una di queste realtà presenti all'incontro, oltre ad alcune BBS ospitate sul ECN, attive per alcune anni .

### Svizzera
Dalla fine degli anni sessanta alla fine degli anni Ottanta, l'idea che i centri giovanili potessero essere gestiti dai giovani stessi era una forte idea politica che si sviluppò in tutta la Svizzera. Lotte ed esperienze ebbero luogo a Ginevra, Losanna, Basilea, Zurigo mentre dei centri sociali autogestiti sussistono a tutt'oggi a Bienne e Lugano.

#### Zurigo
Dopo una lunga lotta, alla fine di ottobre 1970, in un rifugio antiaereo della seconda guerra mondiale fu aperto a Zurigo il primo centro giovanile indipendente del paese. Il centro giovanile diventò rapidamente un punto d'incontro per i giovani che avevano rotto i ponti con le loro famiglie o le istituzioni. A Capodanno 1970-1971, gli occupanti rivendicarono la fuoruscita dalla "società capitalista" e proclamarono la "Repubblica autonoma del bunker". Il 6 gennaio 1971 la polizia circondò l'edificio e pose fine all'esperimento che rimase tuttavia emblematico per i giovani delle generazioni successive.

#### Lugano
Nel Canton Ticino, la rivendicazione giovanile di centri sociali autogestiti è apparsa dapprima a Lugano nel giugno 1971 attraverso la costituzione del "Movimento per il centro autonomo della gioventù di Lugano" che fu attivo fino al 1973. Il movimento, che comprendeva soprattutto degli apprendisti che si riconoscevano nel gruppo "Vinceremo!", era in collegamento con esponenti locali di Lotta Continua, con il "Gruppo antimilitarista" e gli autonomi di "Lotta di classe"; insieme distribuirono volantini e manifestarono nelle strade, raggiungendo i 300 manifestanti il 18 marzo 1972. Sotto l'egida del "Movimento giovanile autonomo" ebbe luogo l'occupazione provvisoria del "Venezia" (ristorante promesso a demolizione) nell'autunno 1973. Il movimento per spazi autogestiti proseguì nei decenni seguenti attraverso l'occupazione, il 12 ottobre 1996, dopo una imponente manifestazione, di un ex-molino a Viganello, limitrofe di Lugano, dando vita nottetempo ad attività culturali, artistiche e di ristoro che attirarono "migliaia di persone ogni sera". L'esperienza fu tollerata dal governo cantonale, ma si concluse con l'inagibilità dello stabile a seguito di un incendio doloso nel giugno 1997. Nacque indi il "GAS" che occupò immediatamente un grotto (ristorante) inattivo al Maglio di Canobbio, nei pressi di Lugano. L'occupazione durò cinque anni. Il luogo offrì alloggio a senza tetto, musicisti di strada ecuadoriani e richiedenti l'asilo prima dell'espulsione e dell'arresto di 87 residenti nell'ottobre 2002. Dopo due mesi di manifestazioni condotte dal gruppo "Realtà antagonista", l'esperienza riprese con la concessione da parte del comune di Lugano di un ex-macello. Il cosiddetto "CSOA il Molino", di ispirazione anarchica, offre da allora possibilità di incontro e attività culturali, musicali e politiche alternative. Di fronte alla minaccia di chiusura da parte della municipalità di destra (Lega dei Ticinesi), una manifestazione di sostegno all'autogestione ha riunito almeno 800 persone il 14 settembre 2019. Il 30 giugno 2021 l'ex-macello è stato sgomberato dalle forze della polizia e demolito durante la notte. A seguire è stato avviato un procedimento penale contro ignoti per violazione intenzionale, subordinatamente colposa, delle regole dell'arte edilizia e infrazione alla Legge federale sulla protezione dell'ambiente, per verificare se tale azione sia stata, a tutti gli effetti, legale.

## Centri sociali autogestiti e occupazioni politiche in Italia

### CSA, CSOA e altre occupazioni
I C.S.A., o C.S.O.A., sono molti e diffusi in innumerevoli città ed anche in centri più piccoli. Hanno origine dai movimenti di sinistra radicale e antagonista, sono principalmente orientati nell'area politica dell'autonomia, e più raramente fanno riferimento all'ideologia comunista vera e propria.
I principali centri sociali autogestiti sono il Forte Prenestino a Roma, il Leoncavallo e il COX18 a Milano, il CSOA Gabrio  e l'Askatasuna a Torino e l'Officina 99 a Napoli.

### Squat e occupazioni anarchiche
A partire dalla metà degli anni '70 avvengono anche delle occupazioni anarchiche, così a Milano le occupazioni di "Ponte della Ghisolfa" in viale Monza, nel 1968, di via Conchetta 18 e via Torricelli 19 nel 1976, dove convivono spazi sociali ed occupazioni abitative. Negli anni successivi occupazioni di matrice libertaria talvolta si definiranno "squat", slegate completamente da istituzioni statali e non, quindi lontane da una eventuale regolarizzazione degli spazi stessi. Queste occupazioni si distinguono dai centri sociali "autonomi" perché nella maggior parte delle occupazioni esse svolgono anche una funzione abitativa (occupare un edificio vuoto o abbandonato per poterlo abitare è anche detto "squatting") e, soprattutto, si caratterizzano per il pensiero e le pratiche anti-autoritarie, libere, de-centralizzate, anti-sessiste e anti-speciste.